# 起居注
起居注是東亞地區史書的一種形式，為編年體，也就是一種以歷史事件發生的時間為順序，來編撰、記述歷史的一種方式。起居注的特色在於，它是由專門的史官起居舍人對於皇帝每日的行為和言論按時記錄的史書。這和日本在平安時期，由天皇親自撰寫的寬平御記、醍醐天皇御記、宇多天皇御記有所不同，是一種特殊的史書形式。

## 起源與發展
- 在中國，傳說最早的起居注是漢朝漢武帝時的《禁中起居注》。其後，在漢明帝時，也有《明帝起居注》，但這些起居注多為中國宮廷內部自行編撰，並未設有專職與專人來負責編撰。
- 直到晉朝時，開始設立起居令、起居郎、起居舍人等官員來編寫起居注。其後一直到清朝，各朝代都曾有起居注的撰寫。但是，由於動亂與本身未成為一個持續性的制度，在清朝以前的起居注，大部份均已不存。
- 在清朝，最早在清太宗和清世祖順治年間即有撰寫，但斷斷續續，直到清聖祖時才開始設立起居注館，由經筵日講官來專職編修起居注，其職位多由翰林院的官員兼任，起居注的制度，曾於康熙五十七年（1718），因為黨爭而被清聖祖下令廢止，但又於清世宗雍正元年（1723）開始恢復編撰，此後，此制度延續到宣統退位。

## 現存的起居注
在清朝以前，唯一較完整保存的是唐朝初年，由溫大雅撰寫的《大唐創業起居注》。除此之外，明神宗的《萬曆起居注》，由於有多種抄本傳世，故大部分的內容得以保存，主要所藏的公共圖書館有：
- 天津的天津圖書館：現存萬曆二年至四十三年十二月，缺四年一至三月和九月、十年一至三月、十一年一至二月、十三年一至三月和六至十二月、十五年四至十二月、十八年一至八月、二十五年十月、二十七年五月、三十三年一至十二月、三十六年一至四月、三十八年五月至四十一年六月、四十一年十一月至四十三年六月。[1]
- 北京的北京大學圖書館：現存萬曆元年、萬曆五年至六年。[1]
- 台北的中央研究院歷史語言研究所圖書館：現存萬曆二至十二年、十四年、十五年一至三月、十六至十九年六月。[2]
- 東京的國立國會圖書館：現存萬曆二年至萬曆四十八年，缺三年十月至四年三月、四年六月、四年九月、四年十二月、十年正月至三月、十一年正月至二月、十二年全年、二十五年十月、四十三年正月至五月、四十六年五月至十月。[3]

此外，在清朝，由於輯佚學的盛行，黃奭從類書中，輯錄有多種的晉朝起居注。由於年代較近，清代的起居注保存較為完整。北京的中國第一歷史檔案館和台北的國立故宮博物院各藏有3,000餘冊的清代起居注，而中央研究院歷史語言研究所圖書館也藏有少量的起居注。

## 編撰方式
負責修起居注的官員，在皇帝公開的各種活動中均隨侍在旁，因此起居注記錄的內容甚為廣泛，包括除了皇帝宮中私生活外的種種言行，其編撰方式，可以分別說明如下：
- 首先是關於禮儀方面的記事或是行蹤，例如祭天、向皇太后問安等等。
- 再寫皇帝的聖旨。
- 次寫中央各部重要的奏摺、題本。
- 後寫地方官員的奏摺、題本。同類的事情中，則以事務輕重為順序加以記載。

## 重要性
起居注對於歷史的研究有很多助益，尤其成為政治史研究的重要史料，一方面它有對於皇帝相關的國家大事很細緻的記錄，且相較於內容也很豐富，另一方面比起由後朝皇帝所修的實錄，起居注常常保留了更直接、更不容易受到後人竄改的資料。

## 已出版或影印的起居注

### 唐朝
- 溫大雅，《大唐創業起居注》，台北：藝文印書館，1965

### 明朝
- 《萬曆起居注》，北京：北京大學出版社，1998
- 明抄本《萬曆起居注》，北京：全國圖書館文獻縮微複製中心，2001
- 《輯校萬曆起居注》，南炳文與吳彥玲輯校本，天津：天津古籍出版社，2010
- 《泰昌起居注》，日本內閣文庫、東京國會圖書館藏本
- 《天啟起居注》，日本內閣文庫、東京國會圖書館藏本
- 《校正泰昌天啟起居注》，南炳文校正，天津：天津古籍出版社，2012

### 清朝
- 《康熙朝起居注》，北京：中華書局，1984
- 《雍正朝》，北京：中華書局，1993
- 《乾隆帝起居注》，桂林：廣西師範大學出版社，2002。
- 《嘉慶帝起居注》，桂林：廣西師範大學出版社，2006
- 《清代，道光朝》，台北：聯合報文化基金會國學文獻館整理，1985
- 《清代，咸豐朝》，台北：聯合報文化基金會國學文獻館整理，1983
- 《清代，同治朝》，台北：聯合報文化基金會國學文獻館整理，1983
- 《清代-，光緒朝》，台北：聯合報文化基金會國學文獻館整理，1987
- 《光緒帝起居注》，桂林：廣西師範大學出版社，2007
- 《宣統帝起居注》，桂林：廣西師範大學出版社，2007
- 《清代，康熙朝》，北京：中華書局，2009。據中國第一歷史檔案館藏(北京所藏)本影印。
- 《清代，康熙朝》，台北：聯經出版公司，2009。據國立故宮博物院珍藏(臺北所藏)本影印。